# Chè lá mỏng
Chè lá mỏng hay trà hoa trái mỏng, trà hoa quả bẹt, chè trái mỏng (danh pháp khoa học: Camellia pleurocarpa) là loài thực vật thuộc họ Chè (Theaceae). Đây là loài đặc hữu của Việt Nam. Cây chè lá mỏng có tên trong sách đỏ Việt Nam.